# Église de la Transfiguration (Nizza)

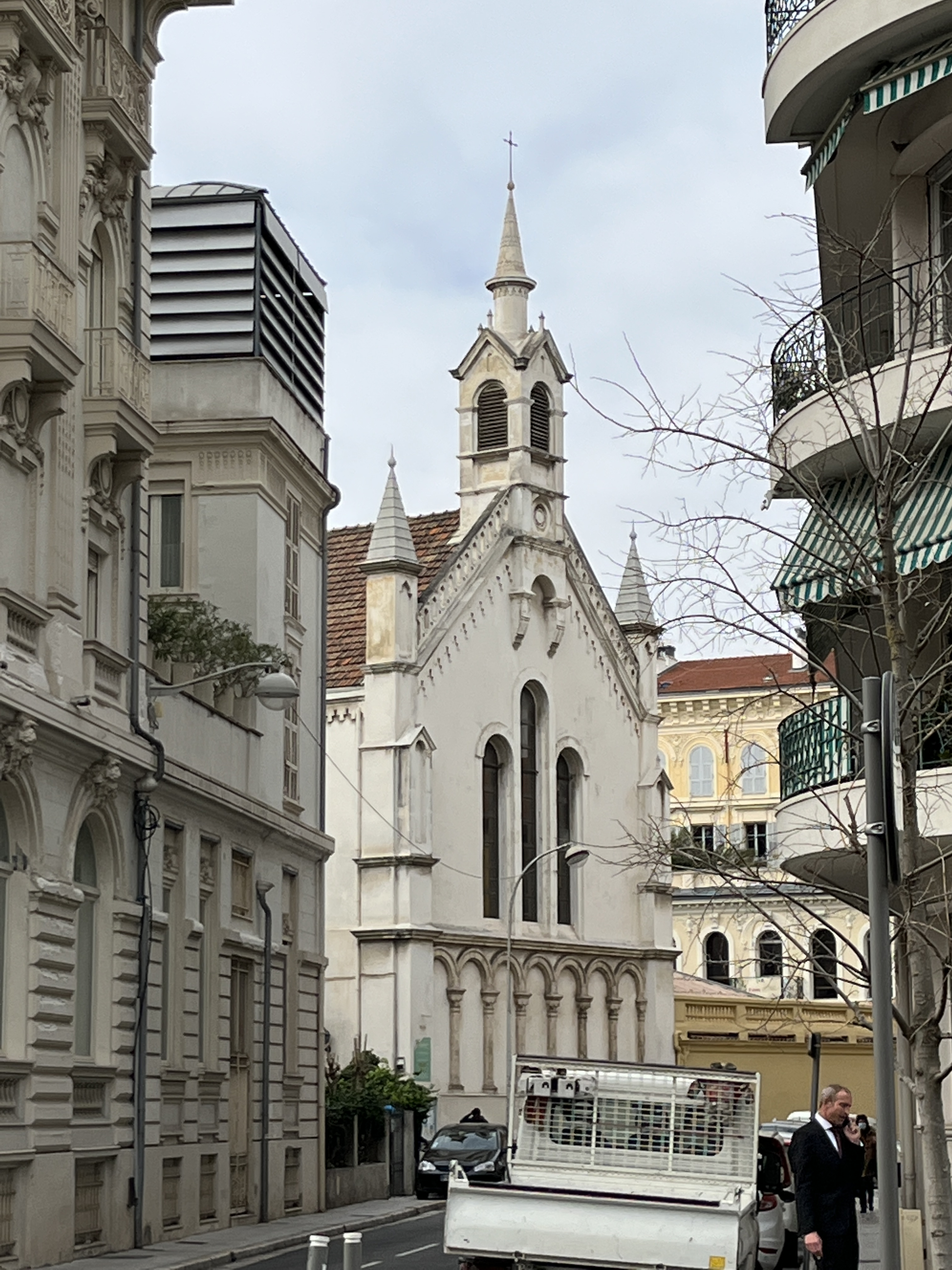

Die Église de la Transfiguration (Kirche der Verklärung des Herrn) ist eine evangelische Kirche im südfranzösischen Nizza. Das Kirchengebäude im griechischen Stil, das am 3. Juni 1866 eingeweiht wurde, liegt in der rue Melchior de Vogüé 4, nahe dem Boulevard Victor-Hugo.

## Geschichte
Seit der Mitte des 19. Jahrhunderts bestand in Nizza, das zu dieser Zeit noch zum Königreich Sardinien-Piemont gehörte, eine deutschsprachige evangelische Gemeinde. Der von der Basler Mission zur seelsorgerlichen Betreuung deutscher Urlauber entsandte Pfarrer Philipp Friedrich Mader feierte am ersten Advent 1856 den ersten deutschsprachigen Gottesdienst in der damaligen Waldenserkirche. Bereits im folgenden Jahr bildeten Deutsche und Schweizer in Nizza eine eigene Kirchengemeinde, die in einem Privathaus zusammenkam. Weil deren Mitgliederzahl mit dem Zuzug deutscher Kaufleute und Künstler weiter anwuchs, wurde ab 1860 der Bau einer eigenen Kirche geplant. Nach Sammlung der Mittel und dem Erwerb eines Grundstücks erfolgte am 19. April 1865 die Grundsteinlegung. Von den Gesamtbaukosten von etwa 200.000 Francs brachte die Gemeinde selbst 40.000 Francs auf. 16.000 Francs spendete der preußische König Wilhelm I. Weitere Zuwendungen kamen von anderen deutschen Fürsten, Kirchenbehörden und Gustav-Adolf-Vereinen. Auf Initiative Napoleons III. trug der französische Staat ebenfalls 10.000 Francs zum Bau bei.
Die Einweihung fand am 3. Juni 1866 statt; als freundliche Geste gegenüber der lutherischen Gemeinde benannte die Stadt Nizza den Straßenabschnitt, an dem die Kirche lag, Rue d'Augsbourg. Noch im selben Jahr erhielt die Gemeinde, die seit dem Übergang der Grafschaft Nizza an Frankreich im Jahr 1860 dem lutherischen Konsistorium in Paris unterstand, die staatliche Anerkennung als eigenständige Kirchengemeinde. Nach dem Deutsch-Französischen Krieg von 1870/71 war Mader bestrebt, die Gemeinde einer deutschen Landeskirche anzuschließen, blieb aber erfolglos. Nach der Trennung von Kirche und Staat im Jahr 1905 löste die Gemeinde ihre Beziehung zur Evangelisch-Lutherischen Kirche von Frankreich.
Nach Ausbruch des Ersten Weltkriegs wurden Kirche und Pfarrhaus als feindliches Eigentum beschlagnahmt. Pfarrer Mader ging nach Italien, wo er 1917 starb; die Gemeinde löste sich auf. Nach Kriegsende wurde die Kirche von der Evangelisch-Lutherischen Kirche von Frankreich übernommen und in Église de la Transfiguration umbenannt. Von 1919 bis 1927 wirkte Frank Wheatcroft als Pastor und konnte eine französisch- und englischsprachige Gemeinde aufbauen. Erst in den 1950er Jahren hielt der elsässische Pfarrer Rosenstiel wieder regelmäßig deutschsprachige Gottesdienste, und die Deutschen erhielten einen Platz im Kirchenvorstand der Gemeinde.

## Kirchengebäude
Die Pläne für den Bau der Kirche wurden von dem russischen Architekten André Lavezzari aus St. Petersburg erstellt. Sie hatte 300 Sitzplätze. Das Mobiliar stammte weitgehend aus der alten anglikanischen Kirche, deren Gemeinde ebenfalls ein neues Kirchengebäude bezog.

## Heutige Nutzung
Seit 2018 nutzt die 2011 als EKD-Auslandsgemeinde neu gegründete Deutsche Evangelische Kirche Nizza das Gebäude für ihre Gottesdienste. Außerdem kommen in der Église de la Transfiguration heute die Gemeinden aus Madagaskar und aus Finnland zusammen.